# Ada Brown
Ada Scott Brown (* 1. Mai 1890 in Kansas City, Kansas; † 31. März 1950 ebenda) war eine amerikanische Bluessängerin. Am besten ist sie für ihre Aufnahmen von Ill Natural Blues, Break o’ Day Blues und Evil Mama Blues bekannt.

## Leben
Brown wurde in Kansas City (Kansas) geboren und wuchs dort auf. Ihr Cousin James Scott war ein Ragtime-Komponist und Pianist. Ihre frühe Karriere verbrachte sie vorwiegend auf Bühnen im Musiktheater und Vaudeville. Sie nahm 1926 mit Bennie Moten auf. Möglicherweise ist Evil Mama Blues die erste Aufnahme von Kansas-City-Jazz. Neben ihrer Zeit mit Moten hatte sie mehrere Tourneen mit Bandleadern wie George E. Lee.
Brown war 1936 ein Gründungsmitglied der Negro Actors Guild of America. Sie arbeitete in den späten 1930ern im London Palladium und am Broadway. Im Musikfilm Der Tänzer auf den Stufen sang sie 1943 mit Fats Waller das Lied That Ain’t Right.
Brown trat auch in Harlem to Hollywood auf, begleitet von Harry Swannagan. Auf dem Kompilationsalbum Ladies Sing the Blues ist sie mit zwei Liedern zu hören (Break o’ Day Blues und Evil Mama Blues).
Brown starb im März 1950 an einer Nierenerkrankung in ihrem Geburtsort.